# Marjorie Daw (cuento)

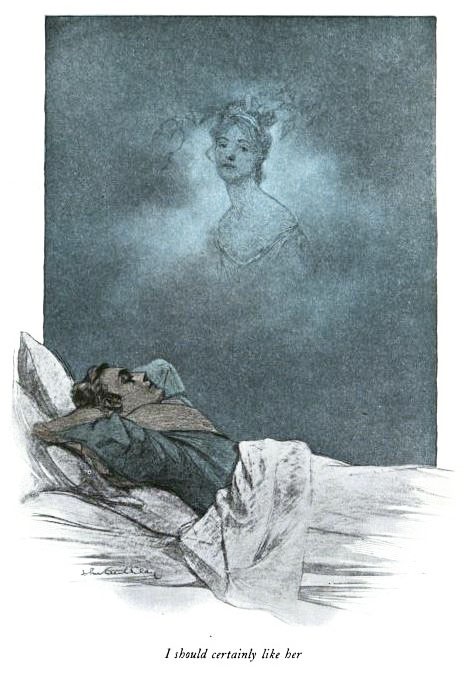
John Flemming imagina a Marjorie Daw en una ilustración hecha por John Cecil Clay, 1908

"Marjorie Daw" es un cuento escrito por Thomas Bailey Aldrich. Siendo uno de los primeros cuentos escritos por Aldrich, se publicó en por primera vez en 1869 antes de su inclusión en la colección de libros Marjorie Daw and Other People en 1873.
La historia está escrita como una serie de cartas entre dos amigos. Cuando Jack se rompe una pierna y no puede moverse durante el buen tiempo de verano, Ed comienza a escribir sobre una joven hermosa y amable llamada Marjorie Daw. Jack se enamora locamente y está decidido a intervenir. Por fin, Ed confiesa lo que se había querido decir como una distracción: "¡Oh, querido Jack [...] - no hay Marjorie Daw!"

## Antologías que contienenMajorie Daw
- Marjorie Daw and Other People (1873)
- The Best American Humorous Short Stories, Alexander Jessup (ed.), 1920, Boni & Liveright ([1])
- Family Book of Best Loved Short Stories, Leleand W. Lawrence (ed.), 1954, Hanover House
- Great American Short Stories, Volume 2, audibook, 2008, BiblioLife, ISBN 978-0-554-31117-3
- Short Story Classics: The Best from the Masters of the Genre [2]